# Сільново
Сільново (пол. Silnowo) — село в Польщі, у гміні Борне-Суліново Щецинецького повіту Західнопоморського воєводства.
Населення — 308 осіб (2011).

## Демографія
Демографічна структура станом на 31 березня 2011 року:
|          | Загалом | Допрацездатний вік | Працездатний вік | Постпрацездатний вік |
| -------- | ------- | ------------------ | ---------------- | -------------------- |
| Чоловіки | 151     | 31                 | 105              | 15                   |
| Жінки    | 157     | 34                 | 92               | 31                   |
| Разом    | 308     | 65                 | 197              | 46                   |